# Barra de favorits
La barra de marcadors (també coneguda com a barra de favorits a Microsoft Edge i Internet Explorer) és un element d'interfície gràfica d'usuari (GUI) als navegadors web moderns que proporciona accés ràpid a llocs web visitats o desats amb freqüència. Ubicat directament sota la barra d'adreces per defecte, permet als usuaris emmagatzemar, organitzar i recuperar marcadors amb el mínim esforç.

## Característiques
La barra de marcadors ofereix diverses funcionalitats clau per millorar l'eficiència de la navegació:
- Accés ràpid : els marcadors desats es poden obrir amb un sol clic, cosa que redueix la necessitat d'escriure manualment URL o navegar pels menús.
- Organització personalitzada : els usuaris poden crear carpetes per categoritzar els marcadors (per exemple, "Treball", "Xarxes socials", "Notícies") per a una millor gestió.
- Funcionalitat d'arrossegar i deixar anar : la majoria dels navegadors permeten als usuaris afegir adreces d'interès arrossegant un URL des de la barra d'adreces o una pàgina web directament a la barra.
- Sincronització entre dispositius : els navegadors moderns admeten la sincronització al núvol, cosa que permet accedir als marcadors en diversos dispositius quan s'inicia sessió en un compte (per exemple, comptes de Google, Firefox o Microsoft).
- Visualització de favicons : els marcadors desats sovint mostren el favicono del lloc web (icona petita), cosa que facilita la identificació visual.
- Dreceres de teclat : alguns navegadors permeten un accés ràpid mitjançant ordres de teclat (per exemple, Ctrl+Shift+B alterna la visibilitat a Chrome i Edge).

## Evolució al llarg del temps
El concepte de marcadors es remunta als primers navegadors web, on els usuaris podien desar enllaços per accedir-hi més tard. Tot i això, la barra de marcadors com a barra d'eines dedicada es va tornar més prominent amb l'auge dels navegadors gràfics a finals de la dècada de 1990 i principis de la dècada de 2000. Els marcadors s'han incorporat als navegadors des del navegador ViolaWWW el 1992, i el navegador Mosaic el 1993. Les llistes de marcadors es deien Hotlists a Mosaic i en versions anteriors d'Opera ; aquest terme ha deixat de fer-se servir comunament. Cello, un altre dels primers navegadors, també tenia funcions de marcadors.

### Implementacions primerenques

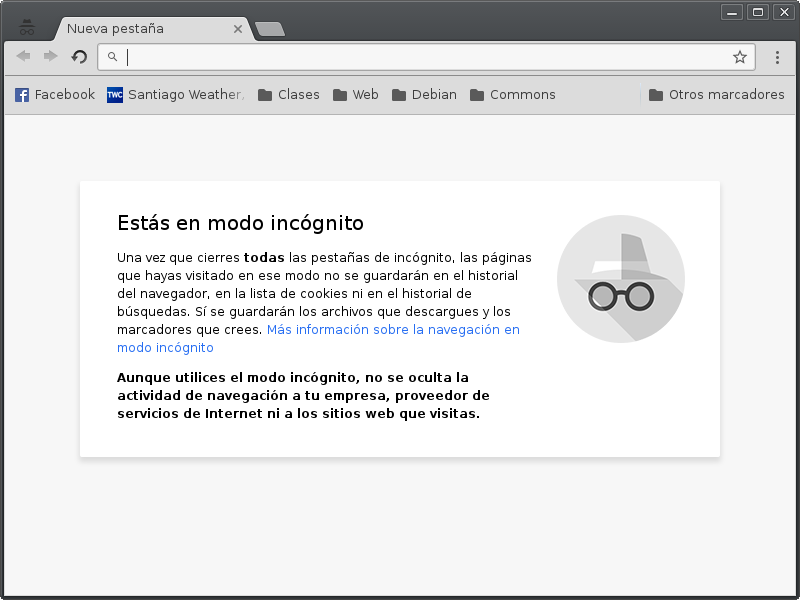
Barra de marcadors en mode incògnit

- Netscape Navigator (1994) va introduir un dels primers sistemes de marcadors, permetent als usuaris desar i organitzar les pàgines favorites en una llista senzilla. El 1997, Netscape va afegir una "Barra d'eines personal" (més tard anomenada Barra d'eines de marcadors), que va establir les bases per a les barres de marcadors modernes.
- Internet Explorer (1995) va adoptar una característica similar sota el nom de Barra de favorits, integrant-la al Windows com a part de l'estratègia d'integració web de Microsoft.

### Funcionalitat millorada (dècada del 2000 al 2010)
Els navegadors moderns van ampliar els marcadors amb funcions com:
- Carpetes imbricades (que permeten l'organització jeràrquica).
- Cerca dins dels marcadors (introduït al Firefox 2.0 i l'Administrador de marcadors de Chrome).
- Extensions i API (que permeten que eines de tercers millorin la gestió de marcadors, com ara Delicious i Xmarks).

### Sincronització al núvol (dècada de 2010-present)
Amb l'auge dels comptes de navegador (per exemple, Firefox Sync el 2010, Chrome Sync el 2008), els marcadors es poden recolzar i sincronitzar entre dispositius . Els navegadors mòbils (com Safari a iOS i Chrome a Android) van adaptar el concepte amb variacions com:
- La pantalla "Favorits" (un disseny basat en quadrícula per a dispositius tàctils).
- Panells d'accés lliscant (per exemple, la barra lateral mòbil d'Edge).

## Comparacions entre navegadors
Diferents navegadors implementen la barra de marcadors amb lleugeres variacions en funcions i usabilitat.

### Google Chrome
- Alternar visibilitat: els usuaris poden mostrar o amagar la barra mitjançant Ctrl+Shift+B o mitjançant el menú del navegador.[3]
- Administrador de marcadors: inclou un administrador dedicat ( chrome://bookmarks ) per a una organització avançada.
- Integració d'extensions: algunes extensions (per exemple, "Barra lateral de les adreces d'interès") milloren la funcionalitat.

### Mozilla Firefox
- Disseny personalitzable: els usuaris poden moure la barra o integrar-la amb altres barres de ferramentes.[4]
- Marcadors actius obsolets: anteriorment s'admetien canals RSS directament a la barra (eliminats en versions posteriors).[5]
- Integració de butxaca: ofereix una forma alternativa de desar pàgines per llegir-les més tard..

### Microsoft Edge
- Funció Col·leccions: permet agrupar adreces d'interès juntament amb notes i captures de pantalla.[6]
- Sincronització mitjançant un compte Microsoft: els marcadors se sincronitzen entre dispositius Windows i consoles Xbox.
- Opció de pestanyes verticals: es pot combinar amb una barra lateral per a una navegació alternativa.

### Safari (navegador web)|Safari d'Apple
- Llista de lectura: una funció independent per desar pàgines per llegir sense connexió.
- Sincronització de l'iCloud: les adreces d'interès se sincronitzen entre dispositius macOS i iOS.
- Disseny minimalista: se centra en la simplicitat amb menys opcions de personalització que els competidors.

## Funcions relacionades del navegador
- Barra d'adreces (Omnibox): sovint integra la funcionalitat de cerca de marcadors.
- Gestió de marcadors : inclou importació/exportació de marcadors i opcions de còpia de seguretat.
- Extensions del navegador : complements com "Raindrop.io" o "Bookmark OS" proporcionen eines de marcadors avançades.